# Enheduanna

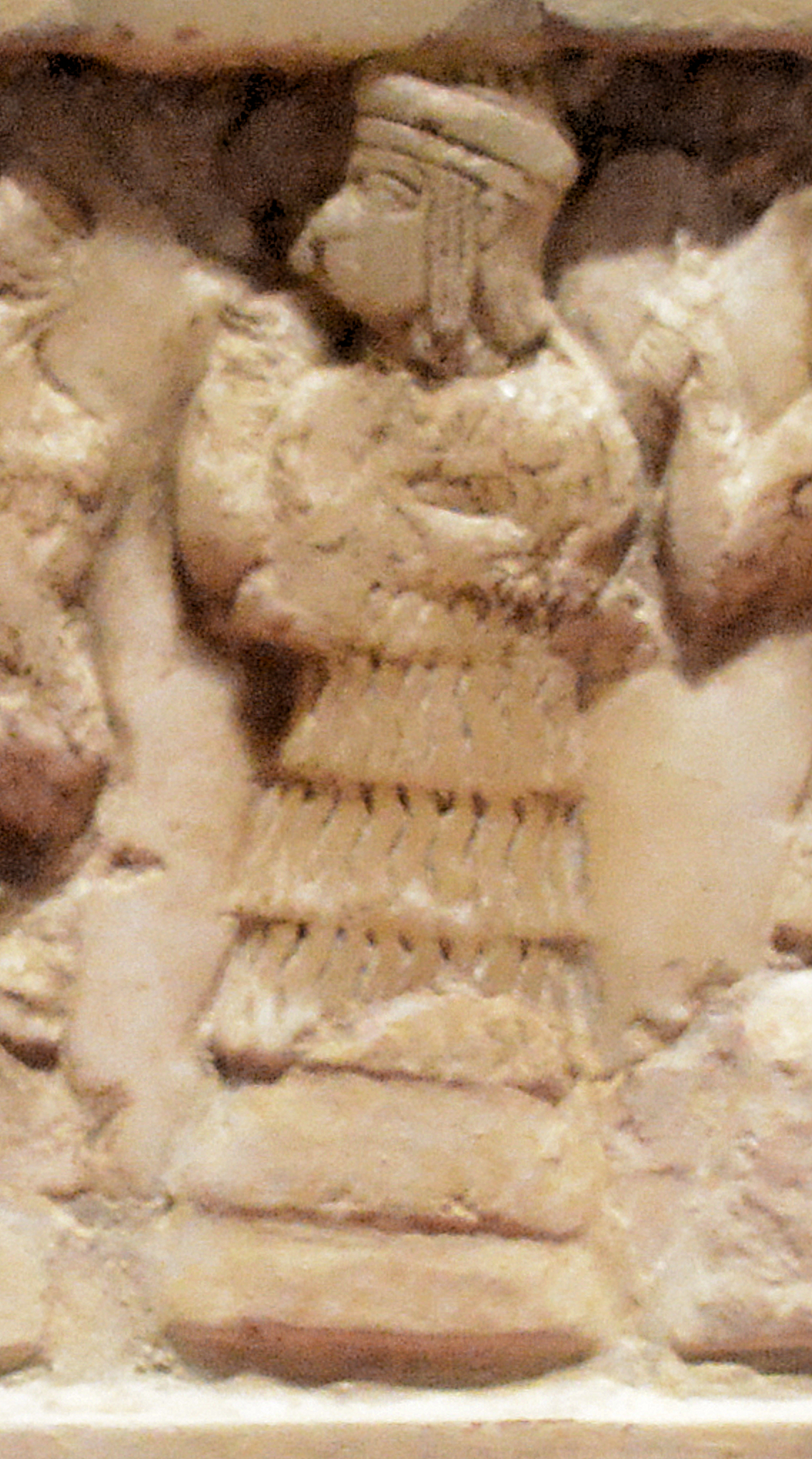
Enheduanna

Enheduanna o Enkheduanna (accadi: 𒃶𒁺𒀭𒈾) (2285–2250 aC) va ser una poeta accàdia. És la primera persona dedicada a la literatura de la qual se'n coneix el nom. Va ocupar l'important càrrec de sacerdotessa de la dea Inanna i del déu lunar Nanna.
El seu nom s'ha transliterat com Enheduanna, En-hedu-ana o EnHeduAnna. En sumeri, En vol dir ‘gran o summa sacerdotessa’', hedu vol dir ‘adorn’, i an vol dir ‘cel’; el títol heduana (‘adorn del cel’) és un epítet poètic que assenyalava la bellesa de la Lluna en el cel, de manera que el seu nom es pot traduir literalment com ‘summa sacerdotessa de l'adorn del cel’ o, en directa referència a la Lluna, ‘summa sacerdotessa de la Lluna’.

## Vida
Enheduanna va ser una princesa, filla del rei Sargon d'Accad i de la reina Tashlultum i va viure a la ciutat-estat d'Ur, al sud de la regió sumèria, on va arribar a tenir molta autoritat. Enheduanna era tia del rei accadi Naram-Sin.
És la primera persona de la qual es coneix que ocupà el títol de «sacerdotessa En», un paper de gran importància política que molt sovint dugueren les filles de la família reial que dominava a Mesopotàmia, com Enmenanna, filla de Naram-Sin d'Accad, fins a la filla de Nabonid, rei de Babilònia al segle VII aC.
Fou nomenada pel seu pare, el rei Sargon d'Accad, summa sacerdotessa de Nanna, la dea Lluna sumèria, una de les majors divinitats del panteó mesopotàmic, a la ciutat d'Ur, durant el mil·lenni III aC.
El nomenament de la seva filla com a summa sacerdotessa va ser estratègic i és considerat una gosadia política per part de Sargon, ja que buscava guanyar-se l'afecte del poble per tal d'ajudar a consolidar el poder d'Accad al sud de Sumer, on es trobava la ciutat d'Ur.
Com a sacerdotessa, Enheduanna era l'encarregada de vetllar per la correcta execució dels rituals de culte, però també d'organitzar la recollida de collites, el manteniment dels graners i la fabricació de la cervesa. Així mateix, el temple era considerat un lloc d'aprenentatge i emmagatzemament d'informació, i entre les tasques d'Enheduanna també es trobava la confecció de llistes dels reis sumeris de la ciutat i l'estudi del firmament. Per tant, sent summa sacerdotessa, Enheduanna segurament va ser astròloga i astrònoma.
Després de la desaparició del seu pare, Sargon, Enheduanna va conservar el seu càrrec d'En durant el regnat dels seus germans Rimuix i Manixtuixu. Fou a la mort de Manixtuixu, quan va pujar al poder el seu nebot Naram-Sin, i Enheduanna va ser expulsada del seu temple pel traïdor Lugal-ane i, més tard, quan Naram-Sin va recuperar el poder, va ser reinstaurada com a summa sacerdotessa.

## Obra literària
S'han trobat cinc obres d'Enheduanna, conegudes per la paraula amb la qual comencen:
- Nin-me-sa-ra (‘Reina dels poders incomptables') és la seva obra més coneguda, també anomenada L'exaltació d'Inanna.[11][13] Detalla la seua expulsió d'Ur i la posterior eventual reinstauració (Franke, 1995: 835). Açò es relaciona amb La maledicció d'Accad,[14] en la qual Naram-Sin, a qui possiblement Enheduanna també va servir, és maleït i desterrat per Enlil. Aquesta obra va ser traduïda a l'anglès el 1968 per W. Hallo i van Dijk.
- In-nin-sa-gur-ra (‘Senyora del gran cor’)[11]
- In-nin-me-hus-a (‘Inanna i Ebith’)
- E-u-nir (‘Els himnes dels temples') van ser publicats l'any 1989 per J. Westenholz i comprenen un total de 42 poemes dedicats als temples sagrats i als déus que els habitaven.[11]
- E-u-gem e-a (‘Himne de lloança a Ekishnugal i Nanna en ser nomenada summa sacerdotessa’)[11]

| «                          | Soc Enheduanna, la que una vegada es va seure gloriosa i triomfant al teu temple. Però ell (Lugal-ane) em va expulsar del meu santuari, em va fer escapar com una oreneta que surt volant per la finestra i la meva vida es consumeix. Em va arrencar la tiara de summa sacerdotessa, i donant-me una daga em va dir: "Aquest és ara el teu ornament". | » |
| — Enheduanna, Nin-me-sa-ra | |   |

Les tauletes d'argila que recullen els poemes d'Enheduanna que han arribat fins als nostres dies no són les originals, sinó còpies fetes centenars d'anys després de la seva mort, cosa que fa pensar que Enheduanna va continuar sent recordada com una figura important, potser fins i tot obtingué un estatus semidiví.